# OR1S1
OR1S1 (англ. Olfactory receptor family 1 subfamily S member 1 (gene/pseudogene)) – білок, який кодується однойменним геном, розташованим у людей на короткому плечі 11-ї хромосоми. Довжина поліпептидного ланцюга білка становить 325 амінокислот, а молекулярна маса — 36 707.
| 10         |  | 20         |  | 30         |  | 40         |  | 50         |
| ---------- |  | ---------- |  | ---------- |  | ---------- |  | ---------- |
| MKTFSSFLQI |  | GRNMHQGNQT |  | TITEFILLGF |  | FKQDEHQNLL |  | FVLFLGMYLV |
| TVIGNGLIIV |  | AISLDTYLHT |  | PMYLFLANLS |  | FADISSISNS |  | VPKMLVNIQT |
| KSQSISYESC |  | ITQMYFSIVF |  | VVIDNLLLGT |  | MAYDHFVAIC |  | HPLNYTILMR |
| PRFGILLTVI |  | SWFLSNIIAL |  | THTLLLIQLL |  | FCNHNTLPHF |  | FCDLAPLLKL |
| SCSDTLINEL |  | VLFIVGLSVI |  | IFPFTLSFFS |  | YVCIIRAVLR |  | VSSTQGKWKA |
| FSTCGSHLTV |  | VLLFYGTIVG |  | VYFFPSSTHP |  | EDTDKIGAVL |  | FTVVTPMINP |
| FIYSLRNKDM |  | KGALRKLINR |  | KISSL      |  |            |  |            |

A: Аланін

C: Цистеїн

D: Аспарагінова кислота

E: Глутамінова кислота

F: Фенілаланін

G: Гліцин

H: Гістидин

I: Ізолейцин

K: Лізин

L: Лейцин

M: Метіонін

N: Аспарагін

P: Пролін

Q: Глутамін

R: Аргінін

S: Серин

T: Треонін

V: Валін

W: Триптофан

Кодований геном білок за функціями належить до рецепторів, g-білокспряжених рецепторів, білків внутрішньоклітинного сигналінгу. 
Локалізований у клітинній мембрані.